# Alcmonavis
Alcmonavis byl rod malého opeřeného teropodního dinosaura vývojově blízkého čeledi Archaeopterygidae (avšak nepatřícího do ní). Tento drobný, ptákům podobný dinosaurus žil v období pozdní jury (asi před 150 miliony let) na území dnešního jižního Německa (poblíž Eichstättu a Solnhofenu). Formálně byl druh A. poeschli popsán trojicí německých paleontologů v květnu roku 2019.

## Nález
Fosilie sestává z kostry pravého křídla, objeveného v sedimentech souvrství Mörnsheim (tzv. souostroví Solnhofen) z období spodního tithonu (stáří asi 152 až 148 milionů let). Jedná se tedy o současníka slavnějšího "praptáka" druhu Archaeopteryx lithographica, jemuž byl vzdáleně příbuzný. Fosilie dokládá, že biodiverzita pozdně jurských avialanů (teropodních dinosaurů, blízce příbuzných ptákům) byla podstatně větší, než se dříve předpokládalo.